# Milan Nikolić
Milan Nikolić (ur. 21 czerwca 1987 roku w Belgradzie) – serbski piłkarz występujący na pozycji napastnika.

## Kariera
Karierę seniorską Nikolić rozpoczynał w Borčy Belgrad, z którą w 2009 r. wywalczył awans do Super ligi. Po zakończeniu rozgrywek, na zasadzie wolnego transferu przeniósł się do Polonii Warszawa. W polskiej Ekstraklasie zagrał w 19 spotkaniach i strzelił 2 bramki. Od rundy jesiennej sezonu 2010/2011 występował w drugiej drużynie "Czarnych Koszul", a pod koniec listopada rozwiązał kontrakt z klubem. W 2011 roku wrócił do Serbii, zostając zawodnikiem FK Čukarički Stankom.